# Стёйвесант, Питер
Питер Стайвесант (нидерл. Pieter Stuyvesant; 1612 — август 1672) — последний генерал-губернатор (с 1647 по 1664 годы) голландских владений в Северной Америке, известных как Новые Нидерланды. Был крупной фигурой в ранней истории Нью-Йорка, и его имя было дано различным достопримечательностям и местам по всему городу (например, Школа Стёйвесант (англ.), Стайвесант-таун, Бедфорд — Стайвесант и т. д.).
Достижения Стёйвесанта на посту генерал-губернатора включали в себя значительное расширение поселений Нового Амстердама за пределами южного края Манхэттена. Среди проектов, построенных администрацией Стёйвесанта, были защитная стена на Уолл-Стрит, канал, который стал Брод-стрит, и Бродвей. Стёйвесант, сам член Нидерландской Реформатской церкви, выступал против религиозного плюрализма и вступил в конфликт с лютеранами, евреями, католиками и квакерами, когда они пытались построить в городе места поклонения и исповедовать свою веру.

## Биография
Сын кальвинистского пастора из Фрисландии, Стёйвесант поступил на службу Голландской Вест-Индской компании в 1632 году и через 11 лет получил назначение губернатором островов Кюрасао и Аруба. В стычке с испанцами за остров Святого Мартина потерял правую ногу; её пришлось заменить деревянной.
В 1645 году под начальство Стёйвесанта были переданы все владения компании в Карибском море и к северу от него. Наиболее перспективной из них был Новый Амстердам — будущий Нью-Йорк.
По прибытии в этот город, в 1647 году, Стёйвесант оказался вовлечённым в конфликт с колонистами, которые требовали самоуправления по образцу городов Голландии. Губернатор пошёл им навстречу, но, несмотря на создание городского совета, продолжал единолично ведать всеми делами колонии. Жёстко подавлял инакомыслие, особенно религиозное, и изгнал из пределов колонии квакеров, что вызвало протест со стороны жителей Флиссингена, англоязычной общины в составе Новых Нидерландов (см. англ.).
К заслугам Стёйвесанта относят расширение Нового Амстердама за пределы южной части Манхэттена. Именно он построил оборонительную стену, давшую имя Уолл-стрит, и «широкий канал» там, где сейчас проходит Бродвей. Его именем в Нью-Йорке назван бруклинский район Бедфорд — Стайвесант и манхэттенский квартал Стайвесант-таун.
В 1655 году Стёйвесант с семью сотнями колонистов вошёл на кораблях в реку Делавэр (которую он окрестил Новым Амстелом) и отбил у шведов форт Казимир. Управляющий колонии Новая Швеция передал все права на неё Нидерландам. В отсутствие Стёйвесанта в Новом Амстердаме поселились индейцы мохауки, привлечённые построенной им стеной на Уолл-Стрит как средством тренировок мальчиков перелазить через стены, и Стёйвесант вынужден был признать их протекторат.
Отношения с англичанами, наоборот, складывались неудачно. Ещё в 1650 году при определении границ Новых Нидерландов с Коннектикутом губернатор уступил англичанам земли, достаточные, по оценке городского совета, для основания полусотни колоний.
Почувствовав слабость голландских позиций в регионе, герцог Йоркский в 1664 году направил в Америку четыре судна во главе с Ричардом Николсом с тем, чтобы они отобрали у голландцев Новые Нидерланды.
Не имея достаточных сил для вооружённого противостояния и пытаясь избавиться от считавшегося им унизительным протектората мохауков, 8 сентября (по новому стилю) Стёйвесант подписал акт о передаче Новых Нидерландов в руки англичан и удалился на свою ферму (нидерл. Bouwerij) на Манхеттене, где и умер в 1672 году. На её месте сейчас пролегает оживлённая улица Бауэри (англ. Bowery). Церковь Святого Марка в Нью-Йорке, в которой был похоронен Стёйвесант, удостоилась в посещения нидерландскими королевами Юлианой в 1952 году и Беатрикс в 1982 году.